# Hortense Mancini
Pour les articles homonymes, voir Mancini.
 (juillet 2021).
Si vous disposez d'ouvrages ou d'articles de référence ou si vous connaissez des sites web de qualité traitant du thème abordé ici, merci de compléter l'article en donnant les références utiles à sa vérifiabilité et en les liant à la section « Notes et références ».
Hortense Mancini, duchesse de Mazarin, comtesse de Rozoy, née le 6 juin 1646 à Rome, morte le 2 juillet 1699 à Chelsea, est une nièce du cardinal Mazarin et la sœur de Laure, Paul Jules, Olympe, Marie, Philippe, Alphonse et Marie-Anne Mancini.

## Biographie
Hortense Mancini est la fille de Geronima Mazzarini et du baron romain Michele Mancini. Elle est mariée le 1er mars 1661 au duc Armand-Charles de La Meilleraye (1632-1713) sous la condition que celui-ci prenne le nom et les armes de Mazarin. Quatre enfants naissent de cette union : Marie-Charlotte (1662-1729), Marie-Anne (1663-1720), Marie-Olympe (1665-1754) et Paul-Jules (1666-1731). Le couple est mal assorti : Hortense est jeune, vive et légère, elle aime le monde, et est entourée d'une foule de prétendants ; le duc de Meilleraye au contraire est avare et jaloux, engoncé dans une dévotion exagérée, fuit la société et oblige sa femme pourvue d'une dot de trente millions à renoncer au séjour de Paris et à le suivre de ville en ville dans ses différents gouvernements. Ils résident au Grand-Logis de Mayenne.

### La fuite en Italie
Hortense décide de s'affranchir de ce qu'elle appelle « un esclavage odieux ». Grâce à son frère Philippe, duc de Nevers, qui lui procure des chevaux et une escorte, elle s'enfuit dans la nuit du 13 juin 1668 à Rome où elle se réfugie auprès de sa sœur Marie, la princesse Colonna.
Aussitôt, son mari porte plainte au Parlement contre le duc de Nevers pour avoir favorisé son départ. Il obtient un arrêt par lequel il est autorisé à faire arrêter sa femme partout où elle se trouverait. Hortense, pressée par ses parents, écrit à son époux, le prie de lui pardonner et de la recevoir, promettant de ne se conduire à l'avenir que d'après ses conseils. Il lui fait répondre que, « quand elle aurait demeuré deux ans dans un couvent, il verrait ce qu'il aurait à faire ». À court d'argent, elle engage ses bijoux pour une somme très inférieure à leur valeur.

### La protection de Louis XIV et du duc de Savoie
Hortense revient en France afin de solliciter une pension sur les grands biens qu'elle a apportés à son mari. Le roi Louis XIV se déclare son protecteur. Agacé par le comportement du duc qui, pris d'un accès de bigoterie, mutile des œuvres d'art de la précieuse collection de Mazarin, le monarque est touché et lui fait obtenir une pension annuelle de vingt-quatre mille livres et douze mille livres argent comptant pour s'en retourner à Rome, malgré l'ire du mari.

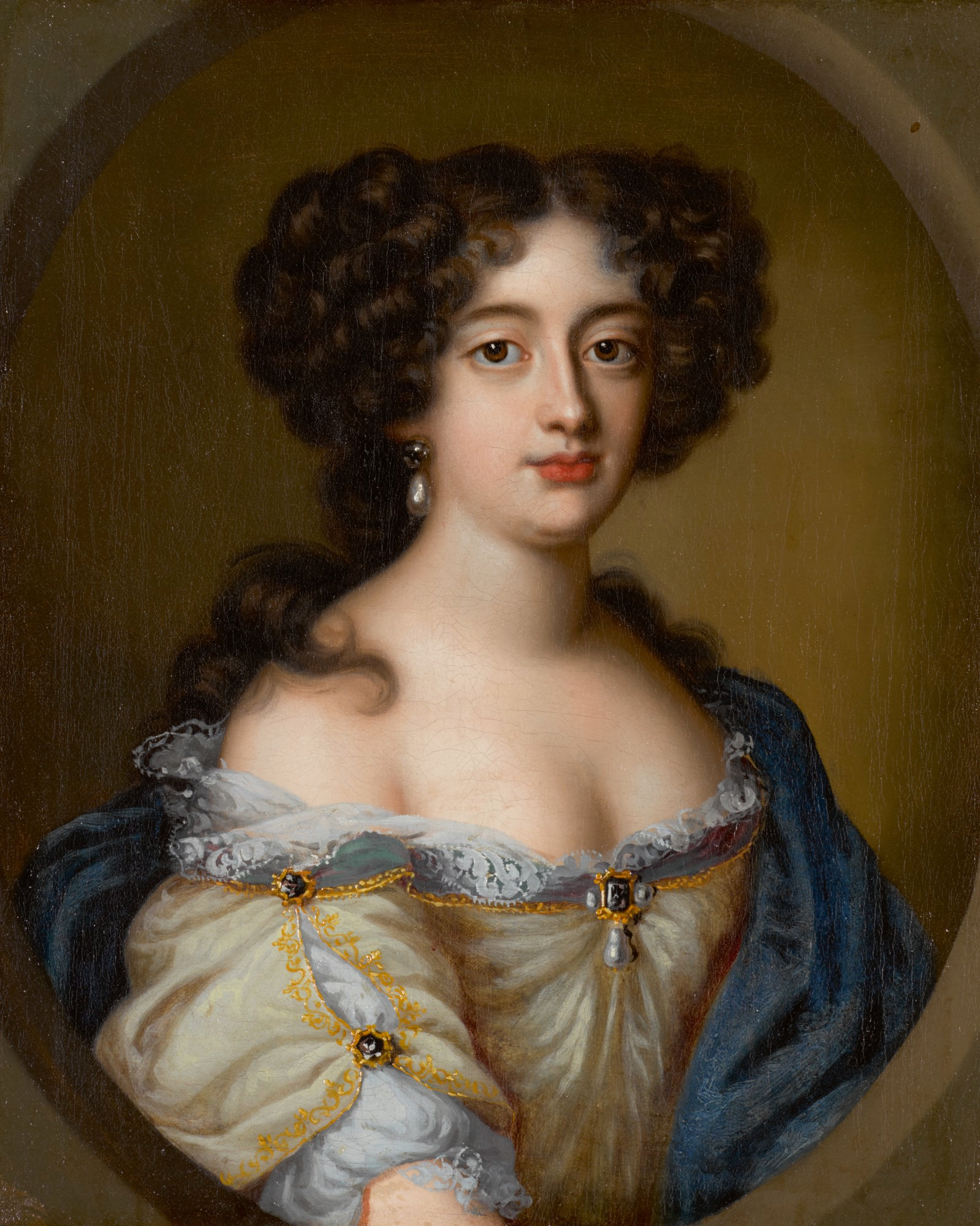
Portrait d'Hortense Mancini (1646-1699), Duchesse de Mazarin, à la manière d'Aphrodite, d'après Jacob Ferdinand Voet

Elle quitte Rome peu après, en compagnie de sa sœur, la princesse Colonna. Elle se retire seule à Chambéry, où elle séjourne trois ans. Autour d'elle se crée un cercle de gens distingués et bien nés. Le duc de Savoie, Charles-Emmanuel II, se déclare aussi son protecteur mais il meurt jeune. Hortense craint d'avoir à confier son destin à la régente Marie-Jeanne-Baptiste de Savoie-Nemours et, en 1675, choisit l'exil en Angleterre. L'abbé de Saint-Réal, qui lui est très attaché, l'accompagne.
Pendant ce séjour à Chambéry, elle rédige ses mémoires : « Je veux bien vous faire le récit de ma vie » C’est par ses mots que débute ce court texte. Seule trace écrite de sa main, on la découvre très soucieuse d’elle-même et de sa condition, dressant un portrait à charge du Duc de Mazarin son époux, sans un mot sur sa vie galante ni sur ses enfants.
L’ouvrage traduit en plusieurs langues et souvent réédité connut un certain succès. Quelques années plus tard, Marie Mancini rédigea elle aussi ses mémoires. Ces deux récits pleins de fraicheur sont présentés à la suite dans les dernières éditions. On découvre les deux sœurs en femmes libres, affranchies de toute contrainte morale ou religieuse et toujours maitresses de leur destin.

### Charles II d'Angleterre
Charles II accueille Hortense avec bienveillance et lui octroie sur sa cassette une pension de quatre mille livres sterling. Elle aurait probablement remplacé la duchesse de Portsmouth dans le cœur du monarque si elle ne s'était montrée sensible aux soins que lui rendait le prince de Monaco. Le roi, irrité de la préférence qu'elle semble accorder à son rival, supprime la pension qu'il lui consent, et puis la rétablit quelques jours plus tard, honteux de s'être abandonné à un mouvement de jalousie sans motif réel. Cet incident, ainsi que la liaison d'Hortense avec Anne Palmer Fitzroy, fille légitimée du roi et de Barbara Palmer, sonne la fin de sa liaison avec le roi.
Le cercle constitué autour d'Hortense devient bientôt en vue dans le tout-Londres. Parmi les beaux esprits qui le fréquentent, on voit Justel, Vossius, Leti et Saint-Évremond. Elle se pique de littérature, mais les jeux d'argent la minent : elle passe ses nuits au jeu de la bassette, y perd des sommes considérables, et s'endette auprès de ses amis.
Parmi les prétendants qui la pressent, elle jette son dévolu sur le baron de Banier, gentilhomme suédois. Mais l'un des neveux de la duchesse, le prince Philippe de Savoie-Carignan, présent à Londres et jaloux de cette liaison, provoque Banier en duel et le tue d'un coup d'épée en 1683. Très affectée, Hortense fait tapisser sa chambre de noir et y reste enfermée plusieurs jours sans prendre aucune nourriture. Parmi ses amis, Saint-Évremond tente de la convaincre qu'elle se nuit à elle-même en affichant une douleur excessive ; elle lui répond qu'elle veut passer en Espagne et finir ses jours dans le couvent où languit sa sœur, la princesse ; il n'a aucune peine à lui prouver qu'elle ne s'accoutumerait jamais à la vie régulière et tranquille d'une religieuse. Quelque temps plus tard, Hortense reprend goût aux plaisirs et rouvre sa porte à la plus brillante société de Londres.
La révolution d'Angleterre, qui appelle au trône Guillaume III d'Angleterre, la prive de la pension qu'elle reçoit, son unique ressource.
Son mari, le duc de Mazarin, lui envoie Françoise de Soissan, qui a la confiance des deux conjoints, pour tenter de la convaincre de revenir en France. Ensuite, le duc de Mazarin lui intente un nouveau procès. En 1689, il obtient du Grand Conseil un arrêt qui la déchoit de tous ses droits si elle ne reprend la vie conjugale. Hortense objecte qu'elle a contracté des dettes et qu'elle ne peut pas sortir d'Angleterre sans avoir remboursé ses créanciers. De fait, ses meubles sont saisis. Elle est dans le plus grand dénuement lorsque le roi Guillaume III, informé de sa situation, lui assure une pension de deux mille livres sterling. Elle revient alors à la vie mondaine, passant l'hiver à Londres et la belle saison à Chelsea. En juin 1699, elle y tombe malade et meurt le 2 juillet 1699. Sa dépouille est rapatriée en France et elle est inhumée dans l'Église Saint-Laurent de Rozoy-sur-Serre.
Hortense Mancini était considérée comme l'une des plus belles femmes de son siècle. Douée d'un esprit vif et d'une parole très agréable, elle n'avait pas de prétention littéraire : pour preuve, elle permettait à Saint-Évremond de la railler sur ses fautes d'orthographe.[réf. nécessaire]

## Descendance
De son mariage avec Armand-Charles de La Meilleraye naissent quatre enfants :
- Marie-Charlotte de La Porte de La Meilleraye (1662-1729), épouse du marquis Louis-Armand de Richelieu (fils de Jean-Baptiste Amador et petit-fils de François de Vignerot de Pont-Courlay, ce dernier étant un neveu du cardinal de Richelieu) : Parents d'Armand-Louis, duc d'Aiguillon
- Marie-Anne de La Porte de La Meilleraye (1663-1720), abbesse du Lys
- Marie-Olympe de La Porte de La Meilleraye (1665-1754), dame de Langeais, épouse de Louis-Christophe, marquis de Bellefonds (-en-Berry), fils du maréchal Bernardin
- Paul-Jules de La Porte-Mazarin (1666-1731), duc de La Meilleraye, duc de Mazarin et duc de Mayenne, héritier des titres de ses parents. Il eut deux enfants de Charlotte-Félicité († 1730), fille du maréchal-duc Jacques-Henri de Durfort :
  - Guy-Paul-Jules, duc de Mazarin (1701-1738), épouse Louise-Françoise de Rohan-Soubise, fille d'Hercule-Mériadec de Rohan-Soubise :
    - Charlotte-Antoinette de La Porte (1719-1735), héritière de l'ensemble des duchés et seigneuries Mazarin, femme en 1733 de son cousin Emmanuel-Félicité de Durfort, duc de Duras (1715-1789), fils du duc de Duras Jean-Baptiste et petit-fils de Jacques-Henri de Durfort ci-dessus :
      - Louise-Jeanne de Durfort (1735-1781), épouse de Louis-Marie d'Aumont (1732-1799) : d'où la succession de cette immense fortune vers les Grimaldi de Monaco par le mariage de leur fille Louise d'Aumont (1759-1826) avec le prince Honoré IV (1758-1819)

  - Armande-Félice (1691-1729) mariée à Louis III de Mailly-Nesle (1689-1764), prince titulaire d'Orange : quatre de leurs filles furent successivement favorites de Louis XV entre 1733 et 1744.

## Sources partielles
- « Hortense Mancini », dans Louis-Gabriel Michaud, Biographie universelle ancienne et moderne : histoire par ordre alphabétique de la vie publique et privée de tous les hommes avec la collaboration de plus de 300 savants et littérateurs français ou étrangers, 2e édition, 1843-1865 [détail de l’édition]
- Antoine-Alexandre Barbier et Charles-Théodore Beauvais, Biographie universelle classique : ou Dictionnaire historique portatif, vol. 3, 1829, 2592 p. (lire en ligne), p. 1837Notices dans des dictionnaires ou encyclopédies généralistes :   - Britannica
  - Collective Biographies of Women
  - Deutsche Biographie
  - Dictionnaire des femmes de l'ancienne France
  - Dizionario biografico degli italiani